# 东加拿大狼
东加拿大狼是在1970年代辨識出來的新品種，但直到1999年才進行基因確認。曾有許多種名稱，包括：東部狼、東部灰狼和阿爾岡金狼（Algonquin）等等，但最廣為接受的是東加拿大狼。其他名只被視為同义詞。

## 目前消息
現在許多此物種的發現被許多國際和政府組織研究中，因這個發現是最近發生的事，所以關於此的知識基礎仍被質疑。由於保育團體給予的龐大壓力，安大略自然资源部發佈了對阿爾岡金省立公園附近狼群的禁獵令。但生物學家指出，近來的證據顯示狼群從公園邊界遷入遷出，使牠們成為獵人與農夫跟設陷阱最容易捕獲的獵物，這項證據導出了在維持健康的东加拿大狼群系統來說，此公園的範圍並不夠廣大。

## 身體特徵
東加拿大狼體型較灰狼小，

因為紅狼祖先的關係在耳後稍微帶有紅色。

比灰狼瘦且長得像土狼，

這是因為常與土狼混血的結果。

灰狼會殺掉或驅離牠們找到的土狼，
但 John Theberge 與 Mary Theberge 晚近的研究指出，阿爾岡金紅狼的雄性會接受雌性土狼。John Theberge 指出，因為土狼比狼小，因此雌狼不太會接受比較小的對象。

## 分佈
主要分佈在加拿大阿爾岡金省立公園，推測也出現在明尼蘇達州、曼尼托巴和魁北克。以前可能最遠南至佛羅里達州，但因洪水或其他地理障礙形成東加拿大狼跟紅狼不同的新品種。在歐洲人來到之後，兩種都面臨嚴重的生存壓力，最後導致在美國的族群滅絕。在加拿大確實的東加拿大狼數量不明。
由於狼隻經常離群，而且在找對象時會長途遷徙，這使生物學家難以保護牠們。狼常常都跑出可以保護牠們的國家公園範圍，並進入如農莊等不歡迎牠們的地方，使大部分狼在公園外死亡。事實上，在1988年到1999年狼的死亡紀錄，最少66%是人類造成的，在公園外射殺和捕獸夾是裝上無線電項圈狼隻最大的死因。一隻在1992年7月裝了無線電項圈的狼，曾在10月在「Gatineau Park」（距阿爾岡金省立公園170公里）被追蹤到。其雖然在12月中又回到阿爾岡金省立公園，但是隔年的3月被發現了這隻狼殘破的頭，被釘在Round Lake的電話桿上。

## 食性
東加拿大狼的獵物包括鹿、野兔、鼠類、水豚跟海貍，狼群的獵物會隨季節改變。他們最愛的獵物在夏季是美洲海貍，冬季則是白尾鹿跟馴鹿。阿爾岡金狼吃馴鹿與海貍。
在公園的東部是進行最多狼群研究的地點，約33%的食物是馴鹿（部分為腐敗食物），另外有33%的鹿和33%的海貍。狼群也會吃雪靴兔，尤其是在公園西部兔子分佈更廣的地方，在某些情況下他們會吃熊。

## 參看
- 紅狼